# 扁茎眼子菜
扁茎眼子菜（学名：Potamogeton filiformis var. applanatus）为眼子菜科眼子菜属下的一个变种。